# 羅州駅
羅州駅（ナジュえき）は、大韓民国全羅南道羅州市松月洞にある、韓国鉄道公社（KORAIL）の駅である。

## 利用可能な路線
- 韓国鉄道公社
  - KTX (湖南高速鉄道)
  - 湖南線

## 駅構造
- 島式ホーム2面4線の地上駅。

### のりば
| 1・2 | 湖南線 | 光州松汀・益山・五松・西大田・天安・水原・龍山方面 |
| 3・4 | 湖南線 | 咸平・木浦方面                                     |

## 駅周辺
- 羅州市庁

## 歴史
- 1913年7月1日 - 開業[1]。
- 2001年7月10日 - 高速複線化・線路移設に伴い、旧・羅州駅と旧・栄山浦（ヨンサンポ）駅を統合して現在地に移転。

## 隣の駅
韓国鉄道公社
湖南高速鉄道
KTX（高速線経由）
光州松汀駅 - 羅州駅 - 木浦駅
湖南線
光州松汀駅 - (老安駅) - 羅州駅  - 多侍駅